# Hebron Estates
Hebron Estates är en ort i Bullitt County i delstaten Kentucky, USA. År 2000 hade orten 1 104 invånare. Den har enligt United States Census Bureau en area på 1,5 km², allt är land.